# San Miguel County (Colorado)
Das San Miguel County ist ein County im Bundesstaat Colorado der Vereinigten Staaten. Der Verwaltungssitz (County Seat) ist Telluride.

## Geographie
Das County im Südwesten von Colorado, grenzt im Westen an Utah und hat eine Fläche von 3337 Quadratkilometern, wovon 5 Quadratkilometer Wasserfläche sind. Es grenzt im Uhrzeigersinn an folgende Countys: Montrose County, Ouray County, San Juan County (Colorado), Dolores County und San Juan County (Utah).

## Geschichte
San Miguel County wurde am 27. Februar 1883 aus Teilen von Ouray County gebildet.

## Demografische Daten

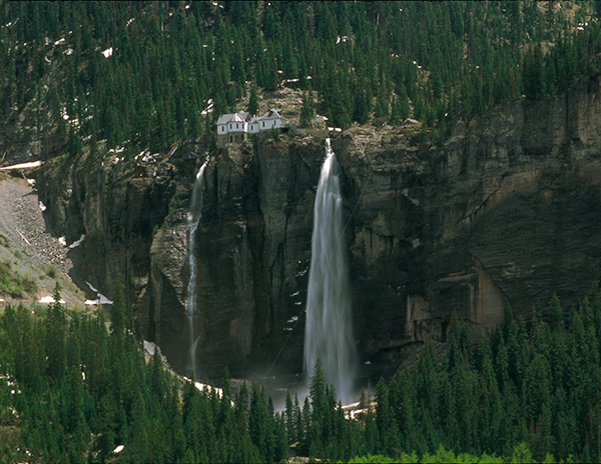
Die Bridal Veil Falls

Nach der Volkszählung im Jahr 2000 lebten im County 6594 Menschen. Es gab 3015 Haushalte und 1423 Familien. Die Bevölkerungsdichte betrug 2 Einwohner pro Quadratkilometer. Ethnisch betrachtet setzte sich die Bevölkerung zusammen aus 93,57 Prozent Weißen, 0,29 Prozent Afroamerikanern, 0,85 Prozent amerikanischen Ureinwohnern, 0,74 Prozent Asiaten, 0,08 Prozent Bewohnern aus dem pazifischen Inselraum und 3,37 Prozent aus anderen ethnischen Gruppen; 1,11 Prozent stammten von zwei oder mehr Ethnien ab. 6,66 Prozent der Gesamtbevölkerung waren spanischer oder lateinamerikanischer Abstammung.
Von den 3.015 Haushalten hatten 22,8 Prozent Kinder und Jugendliche unter 18 Jahre, die bei ihnen lebten. 38,3 Prozent waren verheiratete, zusammenlebende Paare, 5,4 Prozent waren allein erziehende Mütter. 52,8 Prozent waren keine Familien. 32,7 Prozent waren Singlehaushalte und in 2,5 Prozent lebten Menschen im Alter von 65 Jahren oder darüber. Die Durchschnittshaushaltsgröße betrug 2,18 und die durchschnittliche Familiengröße lag bei 2,77 Personen.
Auf das gesamte County bezogen setzte sich die Bevölkerung zusammen aus 17,6 Prozent Einwohnern unter 18 Jahren, 9,9 Prozent zwischen 18 und 24 Jahren, 43,3 Prozent zwischen 25 und 44 Jahren, 25,8 Prozent zwischen 45 und 64 Jahren und 3,4 Prozent waren 65 Jahre alt oder darüber. Das Durchschnittsalter betrug 34 Jahre. Auf 100 weibliche Personen kamen 120,8 männliche Personen, auf 100 Frauen im Alter ab 18 Jahren kamen statistisch 126,4 Männer.
Das jährliche Durchschnittseinkommen eines Haushalts betrug 48.514 USD, das Durchschnittseinkommen der Familien betrug 60.417 USD. Männer hatten ein Durchschnittseinkommen von 35.922 USD, Frauen 30.278 USD. Das Prokopfeinkommen betrug 35.329 USD. 10,4 Prozent der Bevölkerung und 6,6 Prozent der Familien lebten unterhalb der Armutsgrenze. Darunter waren 11,1 Prozent der Bevölkerung unter 18 Jahren und 8,0 Prozent der Einwohner ab 65 Jahren.

## Sehenswürdigkeiten

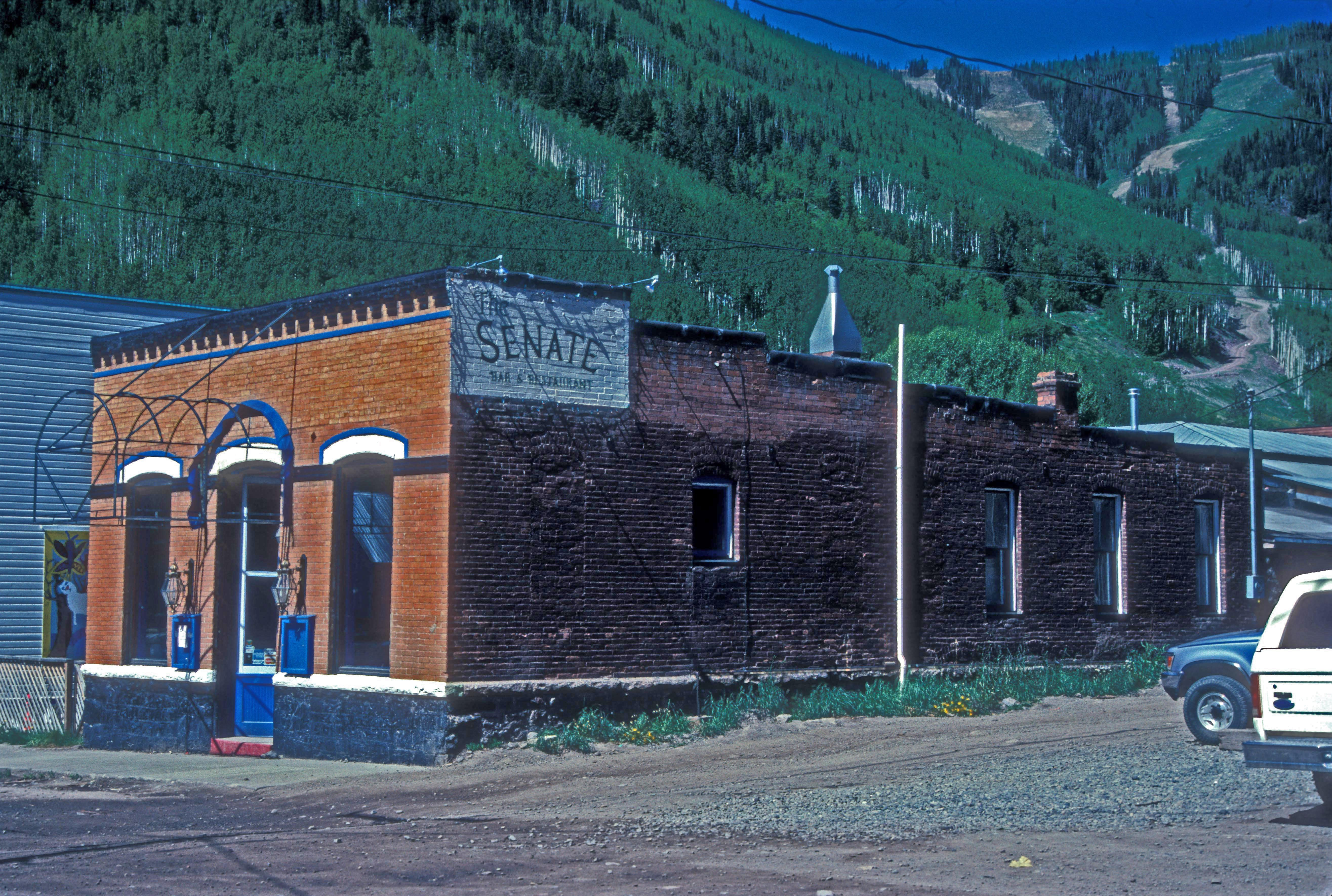
Ehemaliges Bordell im Telluride Historic District (2007). Dieser Bezirk besteht aus dem historischen Ortskern des 1878 gegründeten Telluride. Im Juli 1961 erhielt das Areal den Status eines National Historic Landmark zuerkannt.

Sechs Bauwerke, Stätten und historische Bezirke (Historic Districts) im San Miguel County sind im National Register of Historic Places („Nationales Verzeichnis historischer Orte“; NRHP) eingetragen (Stand 27. September 2022), wobei der Telluride Historic District den Status eines National Historic Landmarks („Nationales historisches Wahrzeichen“) hat.

## Orte im San Miguel County
- Ames
- Basin
- Egnar
- Ilium
- Keystone
- Liberty Bell
- Lime
- Mountain Village
- Noel
- Norwood
- Ophir
- Ophir Loop
- Pandora
- Placerville
- San Miguel
- Sawpit
- Telluride
- Vanadium
- Vance Junction